# Radomlje
Radomlje este o localitate din comuna Domžale, Slovenia, cu o populație de 1.566 de locuitori.